# László Papp
László Papp (ur. 25 marca 1926 w Budapeszcie, zm. 16 października 2003 tamże) – węgierski bokser, trzykrotny mistrz olimpijski w kategorii średniej i lekkośredniej na igrzyskach w  Londynie (1948), Helsinkach (1952) i Melbourne (1956).
Startując w Mistrzostwach Europy w Oslo 1949 roku, zdobył złoty medal w wadze średniej. Powtórzył ten sukces dwa lata później na Mistrzostwach w Mediolanie 1951 roku w wadze lekkośredniej.

## Kariera zawodowa
W 1957 roku, zaczął walczyć na zawodowym ringu. Z powodu sytuacji politycznej nie mógł przygotowywać się do walk w kraju, dlatego trenował w Wiedniu. Niespodziewanie zdobył tytuł mistrza Europy, pokonując Tigera Jonesa i Chrisa Christensena. Z powodu braku zgody komunistycznych władz węgierskich na wyjazd z kraju, nie mógł kontynuować swojej kariery w Stanach Zjednoczonych. Podczas zawodowej kariery wygrał 27 walk, dwie zremisował i nie poniósł żadnej porażki.

## Wyróżnienia
W 1989 r. został uznany przez federację WBC za najlepszego boksera wszech czasów w swojej kategorii wagowej.
W 2001 r. został wprowadzony do Międzynarodowej Galerii Sław Boksu.
Jego nazwiskiem w 2004 roku została nazwana hala sportowa w Budapeszcie – Papp László Budapest Sportaréna.